# Gammelstadsviken (naturreservat)
Gammelstadsviken är ett naturreservat i Luleå kommun i Norrbottens län.
Området är naturskyddat sedan 1973 och är 4,4 kvadratkilometer stort. Reservatet omfattar den forna Gammelstadsviken, som numera är en igenväxt sjö med detta namn samt dess omgivande våtmarker. Området är en god fågellokal.

## Växt-och djurliv
I Gammelstadsviken finns vattenklöver svalting pilblad sprängört och missne som ger skydd och näring åt de fåglar som vistas i sjön. Här finns bland annat rördrom, smådopping och rörhöna, samt rovfåglar som lärkfalk och större skrikörn.
I Gammelstadsviken finns en stam av bisam. Den hade tagits från Nordamerika till Finland, där den användes som pälsdjur. En del av djuren förvildades och spred sig till norra Sverige.

## Namnet Gammelstaden
Det var här som Luleå först grundades och när det efter några år flyttades fick dess gamla  plats namnet Gammelstaden.

## Historia
Där Gammelstad nu ligger anlades staden Luleå år 1621. Då kunde skepp komma in till stadens hamn genom den vik som nu kallas Gammelstadsviken (och som, på grund av landhöjningen, inte längre är en vik). År 1649 flyttades Luleå till den plats där det ligger nu, och en ny hamn byggdes. Gammelstadsviken är avsnörd från havet och ett smalt dike är det enda utloppet.